# كين ويلبورن
كين ويلبورن (بالإنجليزية: Ken Wilburn)‏ مواليد 8 يونيو 1944 في ريفر روغ، هو لاعب كرة سلة أمريكي معتزل. بدأ مسيرته الاحترافية في سنة 1966. تم اختياره من قبل فريق فيلادلفيا سفنتي سيكسرز خلال الدرافت. يبلغ طوله 6 قدم 6 بوصة (2.0 م). اعتزل اللعب في 1979.

## المسيرة الاحترافية
لعب مع شيكاغو بولز من سنة 1967 إلى 1969، ثم لعب مع بروكلين نتس في سنة 1968، ثم لعب مع دنفر ناغتس من سنة 1968 إلى 1970.

## روابط خارجية
- كين ويلبورن على موقع إن بي أي (الإنجليزية)
- كين ويلبورن على موقع سبورتس رفرنس (الإنجليزية)
- كين ويلبورن على موقع ريلجم (الإنجليزية)
- كين ويلبورن على موقع بروبوليرز (الإنجليزية)